# St. Josef-Krankenhaus Kupferdreh

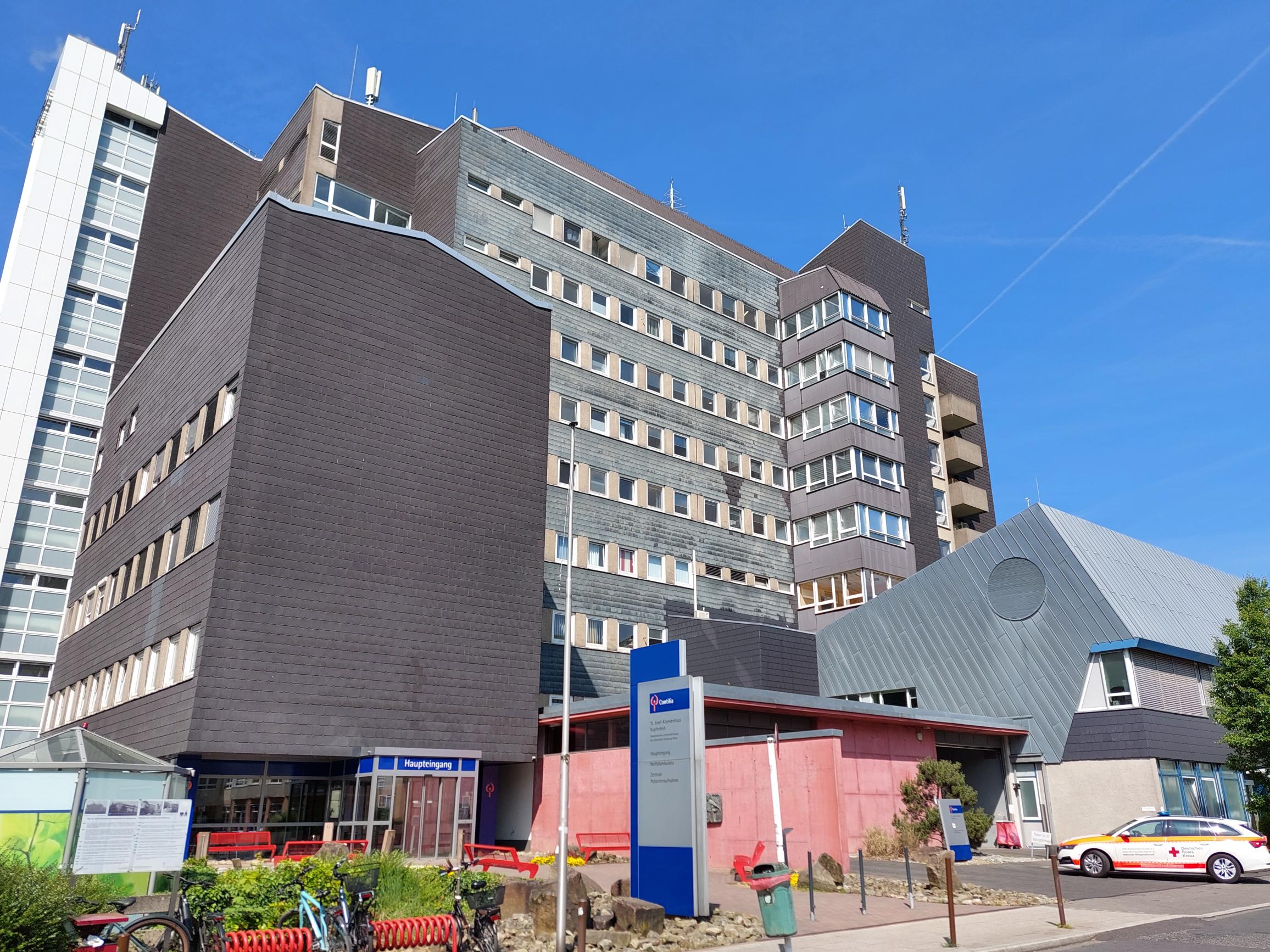
St. Josef-Krankenhaus Essen-Kupferdreh

Das St. Josef-Krankenhaus Kupferdreh ist ein Krankenhaus im Essener Stadtteil Kupferdreh. Träger ist die Katholische Kliniken Ruhrhalbinsel gGmbH, die seit 2014 zur Gruppe Contilia zählt.

## Geschichte
Die Anfänge des St. Josef-Krankenhauses Essen-Kupferdreh reichen zu den Bemühungen der Waldbreitbacher Franziskanerinnen zurück, die am 14. Mai 1895 eine Niederlassung in Kupferdreh gründeten, in der sich vier Schwestern der ambulanten Krankenpflege widmeten. Die Schwestern sammelten Kollekten für den Bau eines Krankenhauses. Das Grundstück dafür erwarb der Katholische Krankenhausbauverein im Jahre 1900 auf dem Gelände des vormaligen Feldmannshofes. Dieser Verein wurde am 31. März 1900 vom ersten Pfarrer und Dechanten der St.-Josef-Gemeinde, Friedrich Schwermann, gegründet und existiert noch heute als St.-Josef-Krankenhaus e.V.
Am 16. April 1901 wurde der Bauauftrag vergeben, so dass am 20. September 1901 die ersten Schwestern einzogen, denen nach einigen zu pflegenden Patienten am 5. April 1902 die ersten stationär aufgenommenen Kranken folgten. 1920 erweiterte man das Haus von 40 auf 120, dann weiter auf 170 Betten; 1944 waren es 220 Betten.
1968 und 1970 wurde in zwei Bauabschnitten ein Neubau mit 315 Betten errichtet. Später kamen eine Intensivstation, eine Ambulanz und 1986 ein Altenkrankenheim mit 126 Betten hinzu. Das St. Josef-Krankenhaus gehört seit 1998 zu den Katholischen Kliniken Ruhrhalbinsel, die seit 2014 zur Gruppe Contilia zählen. Am 30. September 2010 wurde der Grundstein für ein Parkhaus sowie Wohnungen für altersgerechtes Wohnen und eine Erweiterung des Altenkrankenheims (St. Josef-Quartier) gelegt.

## Einrichtung
Zum Haus zählen:
- Darmzentrum Ruhrhalbinsel
- Essener Endoprothetikzentrum
- Fußzentrum
- Hernienzentrum Essen
- Klinik für Allgemein- und Viszeralchirurgie / Proktologie
- Klinik für Anästhesiologie, Intensivmedizin und Schmerztherapie
- Klinik für Geriatrie – Alterstraumatologie
- Klinik für Handchirurgie
- Klinik für Innere Medizin, Gastroenterologie, Onkologie, Kardiologie, Intensivmedizin und Viszeralmedizin
- Klinik für Neurologie
- Klinik für Orthopädie und Unfallchirurgie, Wirbelsäulenchirurgie
- Klinik für Plastische und Ästhetische Chirurgie
- Klinik für Schulter- und Ellenbogenchirurgie
- Operative und diagnostische Tagesklinik
- Parkinsonzentrum
- Stroke Unit Essen